# Cardus crucifer
Cardus crucifer е вид ракообразно от семейство Polychelidae, единствен представител на род Cardus.

## Разпространение
Видът е разпространен в Бахамски острови, Испания (Канарски острови), Мароко, Мексико (Веракрус, Кампече, Кинтана Ро, Табаско, Тамаулипас и Юкатан), Португалия и САЩ (Алабама, Вирджиния, Джорджия, Луизиана, Мисисипи, Северна Каролина, Тексас, Флорида и Южна Каролина).